# Raniero Palm
Raniero Palm es un ingeniero de audio, productor musical, arreglista y director de cuerdas de ascendencia italiana, reconocido por sus arreglos en proyectos reconocidos por los Premios Grammy, Premios Grammy Latinos y Premios Arpa. 

## Carrera
A los 6 años comenzó a estudiar música en la Escuela de Música Miguel Ángel Espinel del estado Táchira, Venezuela, donde tomó clases de piano y solfeo. Paralelamente ingresó a la Academia Musiyama de la Fundación Yamaha de Venezuela, donde estudió órgano Electone durante más de 7 años. A los 13 años ingresó al Sistema Nacional de Orquestas Infantiles y Juveniles de Venezuela ( Sistema Nacional de Orquestas Infantiles y Juveniles de Venezuela ), donde estudió rítmica, práctica coral, lenguaje musical y violín. En 2006 obtuvo su título de Licenciatura en Música en la Universidad Pedagógica Experimental Libertador.
En 2009, fundó la banda de pop rock banda llamada Statika, la cual fue muy elogiada por el público y cuyas composiciones alcanzaron la cima de popularidad, ubicándose en el número uno en la lista General del Record Report, televisión y medios venezolanos. Con Statika realizó varias giras, llegando a audiencias de hasta veinte mil personas en sus conciertos en vivo.  
En 2022, fue reconocido nuevamente junto a otros músicos en los Premios Grammy Latinos, esta vez, por el disco El Renacimiento de Carla Morrison y su tema “Encontrarme”, donde se desempeñó como Ingeniero de Grabación y Director de Cuerdas, y en la categoría Mejor Álbum Instrumental repitió con dos discos: Ofrenda del grupo Raíces de Venezuela y Sinfónico de Gerry Weil. En los Premios Dove, esuvo nominado en la categoría Álbum en español del año por su trabajo como ingeniero de grabación en Fe de Ricardo Montaner. Asimismo, obtendría por primera vez un premio en los Premios Pepsi Music de Venezuela por su trabajo en el disco Ofrenda del grupo Raíces de Venezuela. Cerrando ese año, formó parte del disco Forever King del puertorriqueño Don Omar para los arreglos sinfónicos del tema "Agradecido", con letra compuesta por Wiso G.  
En 2023 estuvo a cargo de la banda sonora del cortometraje venezolano Indignos, junto a Gabriel Lococo y Venezuela Ensemble Strings, desarrollando una serie de composiciones clásicas que se fusionan con la historia.  Además, dirigió la Gira Sinfónica de Felipe Peláez con El Sistema. 
En 2024, Raniero fue galardonado con el premio Grammy en la categoría de Mejor Álbum de Música Infantil por We Grow Together del dúo colombiano 123 Andrés. 

## Créditos
En su carrera, Raniero ha desempeñado labores de arreglista, productor, ingeniero de grabación, músico, director de instrumentos de cuerda, entre otras funciones dentro de algunos de los álbumes que se detallan a continuación:
- 2015: Arriba Abajo - 123 Andrés
- 2016: Solo Buenos Aires - Fernando Otero
- 2017: El manifiesto - Henry G
- 2018: Ponle Actitud - Felipe Peláez
- 2019: Uno - Nacho
- 2019: Historias de amor - Nacho
- 2020: Soldados - Álex Campos
- 2020: Terra - Daniel Minimalia [11]
- 2020: Actívate - 123 Andrés
- 2021: Salswing - Rubén Blades
- 2021: Salsa Plus – Rubén Blades
- 2021: Celebrando una Leyenda - Yuri
- 2021: Fe - Ricardo Montaner
- 2021: Renovado - Alex Campos
- 2021: Sinfónico - Gerry Weil
- 2022: El Renacimiento - Carla Morrison
- 2022: Nacho Sinfónico - Nacho [12]

## Premios

### Premios Grammy
- 2022 Mejor Álbum Tropical Latino / SALSWING! - Rubén Blades & Roberto Delgado y Su Orquesta (Ganadores)
- 2024 Mejor Álbum Infantil / We Grow Together, Preschool Songs - 123 Andrés (Ganadores) [13]

### Premios Grammy Latinos
- 2016 Mejor Álbum Infantil, Arriba Abajo - 123 Andrés (Ganadores)
- 2017 Mejor Álbum de Tango, Solo Buenos Aires - Fernando Otero (Ganadores)
- 2020 Mejor Álbum Instrumental, Terra - Daniel Minimalia (Ganadores)
- 2020 Mejor Álbum Cristiano en Español, Soldados – Alex Campos (Ganadores)
- 2021 Grabación del año, Dios Así Lo Quiso – Ricardo Montaner & Juan Luis Guerra (Nominado)
- 2021 Mejor Canción Tropical, Dios Así lo Quiso – Ricardo Montaner & Juan Luis Guerra (Ganadores)
- 2021 Mejor Álbum de Salsa, Salsa Plus - Rubén Blades (Ganadores)
- 2022 Mejor Álbum de Música Instrumental, Gerry Weil Sinfónico – Gerry Weil & Orquesta Sinfónica Simón Bolívar (Nominado)
- 2023 Álbum del Año, Play - Ricky Martin (Nominado)
- 2023 Mejor Álbum Cristiano en Español, Vida – Alex Campos (Nominado)

### Premios Dove
- 2020 Álbum Cristiano en Español / Soldados – Alex Campos (Nominado)
- 2022 Álbum Cristiano en Español / Fe – Ricardo Montaner (Nominado)

### Premios Arpa
- 2019 Productor del Año / Tengo Fe - Christian Sebastia (Ganadores)
- 2021 Álbum del Año, Mejor Álbum Solista Masculino / Soldados – Alex Campos (Ganadores)
- 2022 Álbum del Año, Mejor Álbum Solista Masculino / Renovado – Alex Campos (Nominado)

### Premios Pepsi de la Música
- 2020 Álbum del Año / UNO - Nacho (Nominado)
- 2022 Mejor Álbum de Música Tradicional Venezolana / Ofrenda – Grupo Raíces de Venezuela (Ganador)

#### Otros reconocimientos
- Festival de Viña del Mar 2023: Gaviota de Plata - Línea Folklore (Nominada: "La Patineta" - Los Rabanes) [14] [15]
- Récord Guinness: La canción más larga lanzada oficialmente por “El Manifiesto” de Henry G, 2017 [16]
- Latino Show Music Awards 2018: Mejor Productor Musical [17]
- Latino Show Music Awards 2020: Mejor Productor de Música Tropical